# Сточек (гмина)
Сточек (пол. Stoczek) — сельская гмина (волость) в Польше, входит как административная единица в Венгрувский повет, Мазовецкое воеводство. Население — 5362 человека (на 2004 год).

## Демография
| Перепись                       | Всего   | Всего | Женщины | Женщины | Мужчины | Мужчины |
| ------------------------------ | ------- | ----- | ------- | ------- | ------- | ------- |
| Единицы                        | человек | %     | человек | %       | человек | %       |
| Население                      | 5362    | 100   | 2706    | 50,5    | 2656    | 49,5    |
| Плотность населения (чел./км²) | 37,2    | 37,2  | 18,8    | 18,8    | 18,4    | 18,4    |

## Сельские округа
1. Блотки
2. Бжузка
3. Дргич
4. Гаювка-Заходня
5. Грабовец
6. Грущыно
7. Грыгрув
8. Хута-Грущыно
9. Каленчин
10. Козолупы
11. Майдан
12. Марянув
13. Медник
14. Мрозова-Воля
15. Нове-Липки
16. Польково
17. Старе-Липки
18. Сточек
19. Топур
20. Велична
21. Згжебихы
22. Жулин

## Поселения
1. Дзялки
2. Гаювка-Всходня
3. Грабины
4. Херманув
5. Каляты
6. Казимежув
7. Ксенжызна
8. Любеж-Лесничувка
9. Тоболы-Гаювка
10. Выцех
11. Выцех-Гаювка

## Соседние гмины
1. Гмина Корытница
2. Гмина Косув-Ляцки
3. Гмина Лив
4. Гмина Лохув
5. Гмина Медзна
6. Гмина Садовне